# هنري زامبيلي
هنري زَمبِلّي (بالفرنسية: Henri Zambelli)‏ (9 مارس 1957 في مرسيليا) لاعب كرة قدم فرنسي معتزل كان يجيد اللعب في خط الدفاع . ساهم في احتلال نادي نيس المركز الثاني في بطولة دوري الدرجة الأولى موسم 1975-1976 والمركز الثاني أيضا في بطولة كأس فرنسا موسم 1977-1978 .

## روابط خارجية
- هنري زامبيلي على موقع قاعدة بيانات كرة القدم.إي يو (الإنجليزية)
- هنري زامبيلي على موقع عالم كرة القدم.نت (الإنجليزية)
- هنري زامبيلي على موقع أوليمبيديا (الإنجليزية)